# 香港濕地

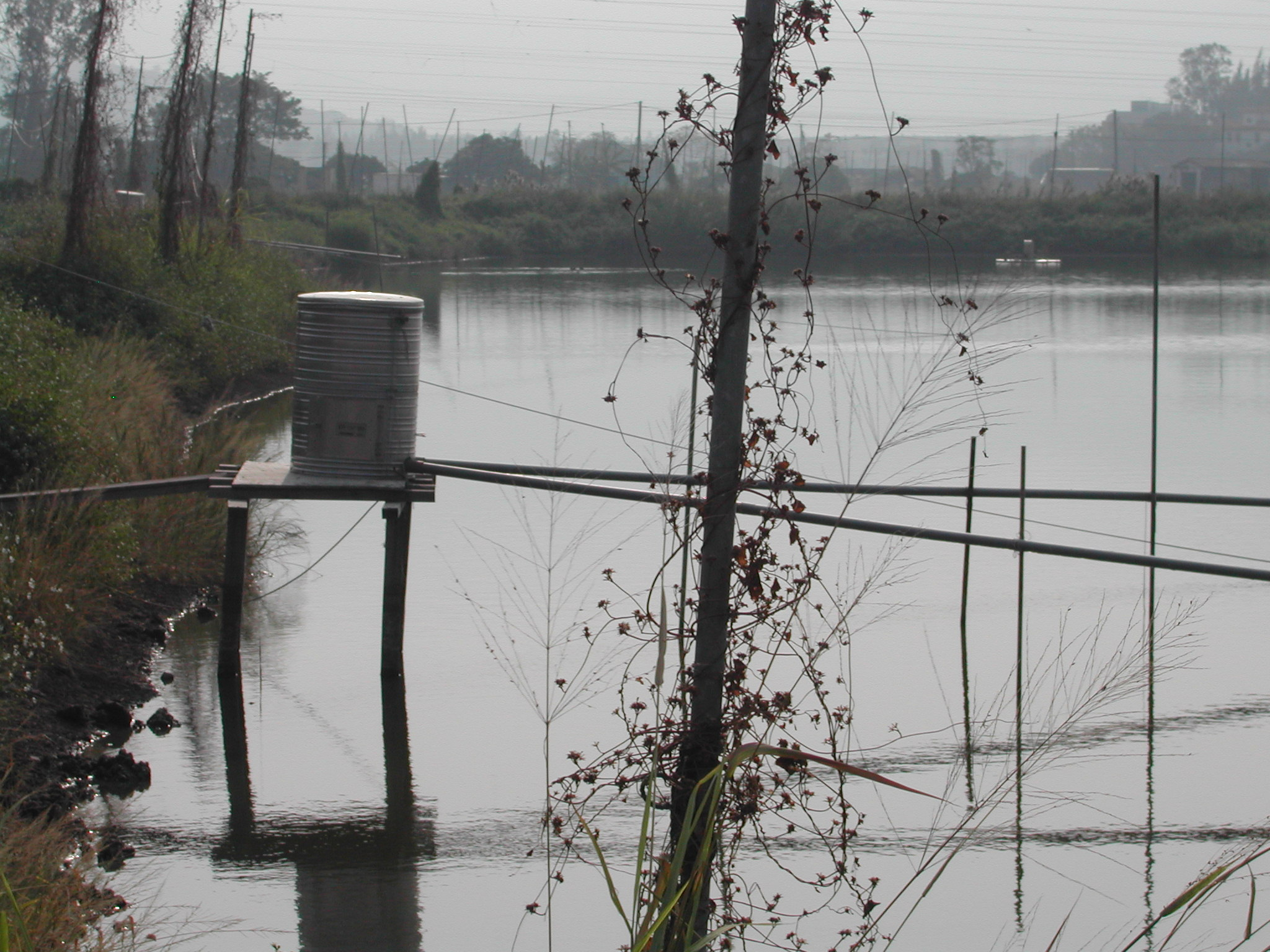

香港的湿地很少天然的，因為大多數都被會用於海蝦養殖（建設基圍）或養蠔。現時，大多數都是從廢棄的農田演變而成，例如塱原濕地。這些濕地大多位於后海灣附近，比鄰珠江三角洲。
米埔是現時香港最大及最為人所知的濕地：在1940年代，這片濕地是一處紅樹林樹沼，佔地200公頃。這些樹沼後來被改建成為鱼塭，部分更被填平發展，當中包括今日的天水圍新市鎮。
生物多樣性在這些濕地中被受關注，當中有約3,420公頃被認為屬於生態上重要，因為是罕有及易危生物的棲息地。濕地是動植物群獨特結合的家園，其中包括海草，紅樹林，兩棲動物，鳥類，蝴蝶，蜻蜓，魚類，大型無脊椎動物，哺乳動物和爬行動物。
由於香港可供發展的土地不足，當地的濕地備受發展商的威脅，特別是鄰近深圳的后海灣周邊地帶、甚至是米埔濕地本身。香港政府對於這些威脅濕地的土地開發往往都批准，只要這些發展都能滿足所謂的「濕地補償原則」。當中一個例子是九廣鐵路在興建落馬洲支線時，走線在塱原濕地底下穿過。通常，該原則需要人工再造濕地，以補償在施工過程中原始濕地的損失。但是，批評者指出，該政策是無效的，因為再造的濕地通常較差。人工再造的濕地並不一定成功，因為無論在水流、地勢、甚或物種方面，都和原來的不同，以至濕地再造的失敗。一般來說：濕地在發展後，通常都會把當地的地勢加高、並把原來濕地的儲水導走。此外，大澳濕地在重建時，有關當局並未有在重建濕地時採用當地原生的紅樹苗，而是從其他地方運過來；加上新種的紅樹苗過於密集，使水份不能在樹底下流動，吸引海洋生物棲息，亦引致濕地再造的失敗。

## 參看
- 米埔
- 香港濕地公園
- 南生圍

## 外部連結
- . WWF.   [2006-09-15]. （原始内容存档于2005-02-03） （中文（繁體））. （页面存档备份，存于）